# 8 أغسطس
- السبت
- الأحد
- الاثنين
- الثلاثاء
- الأربعاء
- الخميس
- الجمعة

- 261 صفر 1447  هـ
- 272 صفر 1447  هـ
- 283 صفر 1447  هـ
- 294 صفر 1447  هـ
- 305 صفر 1447  هـ
- 316 صفر 1447  هـ
- 17 صفر 1447  هـ
- 28 صفر 1447  هـ
- 39 صفر 1447  هـ
- 410 صفر 1447  هـ
- 511 صفر 1447  هـ
- 612 صفر 1447  هـ
- 713 صفر 1447  هـ
- 814 صفر 1447  هـ
- 915 صفر 1447  هـ
- 1016 صفر 1447  هـ
- 1117 صفر 1447  هـ
- 1218 صفر 1447  هـ
- 1319 صفر 1447  هـ
- 1420 صفر 1447  هـ
- 1521 صفر 1447  هـ
- 1622 صفر 1447  هـ
- 1723 صفر 1447  هـ
- 1824 صفر 1447  هـ
- 1925 صفر 1447  هـ
- 2026 صفر 1447  هـ
- 2127 صفر 1447  هـ
- 2228 صفر 1447  هـ
- 2329 صفر 1447  هـ
- 241 ربيع الأول 1447  هـ
- 252 ربيع الأول 1447  هـ
- 263 ربيع الأول 1447  هـ
- 274 ربيع الأول 1447  هـ
- 285 ربيع الأول 1447  هـ
- 296 ربيع الأول 1447  هـ
- 307 ربيع الأول 1447  هـ
- 318 ربيع الأول 1447  هـ
- 19 ربيع الأول 1447  هـ
- 210 ربيع الأول 1447  هـ
- 311 ربيع الأول 1447  هـ
- 412 ربيع الأول 1447  هـ
- 513 ربيع الأول 1447  هـ

8 أغسطس أو 8 آب أو يوم 8 \ 8 (اليوم الثامن من الشهر الثامن) هو اليوم العشرون بعد المئتين (220) من السنوات البسيطة، أو اليوم الحادي والعشرون بعد المئتين (221) من السنوات الكبيسة وفقًا للتقويم الميلادي الغربي (الغريغوري). يبقى بعده 145 يوما لانتهاء السنة.

## أحداث
- 611م نزول القرآن وبعثة النبي محمد ﷺ، وفقاً لرأي المباركفوري.
- 870 - معاهدة ميرسين: قسم لودفيش الجرماني وأخوه غير الشقيق شارل الأصلع مملكة الفرنجة الوسطى إلى قسمين أكبر شرقي وغربي.[1]
- 1220 – هزيمة السويد على يد القبائل الإستونية في معركة ليهولا.[2]
- 1521 - سيطرة العثمانيين على مدينة بلغراد بقيادة سليمان القانوني، وكانت تعد مفتاح أوروبا الوسطى وصاحبة أقوى قلعة على الحدود المجرية العثمانية، وقد حاصر العثمانيون هذه المدينة ثلاث مرات: سنة 1441م و 1456م و 1492م لكنهم لم يستطيعوا الاستيلاء عليها إلا في عهد القانوني.
- 1786 - وصول الرحالة «جان بالما» إلى قمة جبال الألب.
- 1815 - نابليون بونابرت يغادر فرنسا إلى منفاه في سانت هيلينا إحدى الجزر النائية في المحيط الأطلسي والتي ظل بها حتى وفاته عام 1821.
- 1940 - بداية معركة بريطانيا أثناء الحرب العالمية الثانية بهدف احتلالها.
- 1941-حصار أوديسا
- 1942 - رئيس وزراء المملكة المتحدة ونستون تشرشل يصدر قرارًا بتعيين الجنرال برنارد مونتغمري قائدًا للجيش الثامن.
- 1945 - الاتحاد السوفيتي يعلن الحرب على اليابان ويقوم بغزو منشوريا في نهاية الحرب العالمية الثانية.
- 1955 - عقد أول مؤتمر من نوعه في جنيف بسويسرا حول الاستعمالات السلمية للطاقة الذرية.
- 1964 - الطائرات التركية تغير على جزيرة قبرص التي تضم أقلية مسلمة من أصل تركي.
- 1966 - تأميم قطاع المناجم في الجزائر من الشركات الأجنبية وذلك بعد 4 سنوات من الاستقلال.
- 1970 - بدء تنفيذ اتفاق وقف إطلاق النار على الجبهة المصرية الإسرائيلية والذي يستمر لمدة 90 يومًا حسب مضمون مبادرة روجرز.
- 1974 - الرئيس الأمريكي ريتشارد نيكسون يعلن عن استقالته من منصبه في أعقاب فضيحة ووترغيت.
- 1983 - فرار 30 معتقلًا من معتقل أنصار الإسرائيلي جنوب لبنان المحتل.
- 1985 - مقتل وجرح 17 أمريكيًا في انفجار سيارة ملغومة في «قاعدة رين مين» في فرانكفورت.
- 1988 - إيران تقبل «القرار الأممي رقم 598» لسنة 1987 والداعي لوقف إطلاق النار بينها وبين العراق وذلك لإنهاء الحرب بينهما التي بدأت في 22 سبتمبر 1980.
- 1990 - مجلس قيادة الثورة العراقي يقرر وحدة اندماجية لا رجوع عنها مع الكويت، وجاء القرار بعد دقائق من إعلان وكالة الأنباء العراقية أن الحكومة الكويتية الحرة المؤقتة برئاسة علاء حسين التي شكّلها العراق بعد غزوه للكويت طلبت من العراق تحقيق وحدة اندماجية بين البلدين وحل جمهورية الكويت.
- 1991 - إطلاق سراح الرهينة البريطاني المصور الصحافي «جون ماكارثي» الذي كان مختطفًا في بيروت الغربية منذ 17 أبريل 1987.
- 1998 - مقتل عشر دبلوماسيين إيرانيين وصحفي في مدينة مزار شريف الأفغانية علی يد عناصر ميليشيا طالبان الذين هاجموا القنصلية الإيرانية في المدينة خلال معارك طالبان والتحالف الشمالي.
- 2001 - طلاق نجمة هوليوود الأسترالية نيكول كيدمان والنجم الأمريكي توم كروز.
- 2008 -
  - جورجيا تشن هجومًا عسكريًا على مقاطعتي أوسيتيا الجنوبية وأبخازيا، قامت بعدها القوات الروسية بهجوم مضاد وسريع على جورجيا أدى إلى وقوع حرب بينهما استمرت لمدة ثمانية أيام.
  - افتتاح دورة الألعاب الأولمبية الصيفية المقامة في بكين.
- 2012 - المجلس الوطني الانتقالي في ليبيا يسلم السلطة للمؤتمر الوطني العام المنتخب في 7 يوليو.
- 2016 - وقوع تفجير انتحاري بمدينة كويته غرب باكستان أسفر عن مقتل 93 شخصًا على الأقل وإصابة أكثر من 120 شخص.
- 2017 - مصرع 19 شخصًا على الأقل وإصابة 247 آخرين جراء زلزال ضرب منطقة جيوزيغو الجبلية جنوب غربي الصين.
- 2019 -
  - البرلمان الهندي يلغي الحكم الذاتي للشطر الهندي من إقليم كشمير المتنازع عليه مع باكستان، وإسلام آباد تطرد السفير الهندي وتبحث سبل الرد عبر الأمم المتحدة، والأمين العام للأمم المتحدة يدعو إلى «أقصى درجات ضبط النفس».
  - انفجار في قاعدة نيونوكسا العسكرية الروسية، بالقرب من مدينة سفرودفنسك نتج عنه انبعاثات إشعاعية نووية، ووفاة خمسة أشخاص.
- 2023 - حرائق غابات في هاواي تؤدي لمقتل ما يزيد عن 99 شخصًا وتدمير مساحات واسعة في لاهاينا.

## مواليد
- 1879 - إيمليانو زاباتا، ثائر مكسيكي.
- 1901 - إرنست أورلاندو لورنس، عالم فيزياء أمريكي حاصل على جائزة نوبل في الفيزياء عام 1939.
- 1902 - بول ديراك، عالم فيزياء إنجليزي حاصل على جائزة نوبل في الفيزياء عام 1933.
- 1921 - ويب بيرس، مغني أمريكي.
- 1922 - ألبيرتو غرانادو، عالم كيمياء حيوية وكاتب أرجنتيني كوبي.
- 1925 - علي عزت بيغوفيتش، رئيس البوسنة والهرسك.
- 1931 - روجر بنروز، عالم فيزياء رياضية إنجليزي.
- 1933 - أبو بكر عزت، ممثل مصري.
- 1937 - داستين هوفمان، ممثل أمريكي.
- 1939 - كمال الحلو، ممثل لبناني.
- 1944 - موغيهيتو، ممثل أداء صوتي ياباني.
- 1951 -
  - محمد مرسي، الرئيس الخامس لجمهورية مصر العربية.
  - إجلال زكي، ممثلة مصرية.
- 1954 - واسيني الأعرج، أديب جزائري
- 1957 - هوزمي غودا، ممثل أداء صوتي ياباني.
- 1959 - موزة المسند، زوجة أمير قطر الشيخ حمد بن خليفة آل ثاني.
- 1976 - تاني سايبريس، ممثلة أمريكية.
- 1978 - لويس ساها، لاعب كرة قدم فرنسي.
- 1981 - روجر فيدرير، لاعب كرة مضرب سويسري.
- 1985 - يسرا اللوزي، ممثلة مصرية.
- 1998 - شون مينديز، مغني كندي.

## وفيات
- 1002 - محمد بن أبي عامر، مؤسس الدولة العامرية في الأندلس.
- 1827 - جورج كانينغ، رئيس وزراء المملكة المتحدة.
- 1943 - عبد العزيز بن صالح العلجي، فقيه مالكي وشاعر وتاجر سعودي.
- 1977 - إدغار أدريان، طبيب بريطاني حاصل على جائزة نوبل في الطب عام 1932.
- 1985 - لويز بروكس، ممثلة أمريكية.
- 1990 - سناء الفودري، مناضلة كويتية ضد الغزو العراقي للكويت.
- 1992 - أبو القاسم الخوئي، مرجع شيعي.
- 1996 - نيفيل موت، عالم فيزياء إنجليزي حاصل على جائزة نوبل في الفيزياء عام 1977.
- 2005 - أحمد ديدات، داعية إسلامي هندي / جنوب أفريقي.
- 2010 - أحمد البغدادي، مفكر وأكاديمي كويتي.
- 2011 - هند رستم، ممثلة مصرية.
- 2025 - محمد المنيع، ممثل كويتي.

## أعياد ومناسبات
- عيد الأب في تايوان.
- عيد القديس ساويرس الفييني.

## وصلات خارجية
- وكالة الأنباء القطريَّة: حدث في مثل هذا اليوم.
- النيويورك تايمز: حدث في مثل هذا اليوم.
- BBC: حدث في مثل هذا اليوم.